# Sutro
Sutroé uma cidade fantasma e área não incorporada no condado de Lyon,  estado de  Nevada, onde fica o Túnel Sutro.

## História
A vila foi fundada por  Adolph Heinrich Joseph Sutro um imigrante oriundo da Prússia, Alemanha. Ele chegou aos Estados Unidos em 1850. Quando ele se encontra em San Francisco ele ouviu notícias sobre a febre do ouro no condado de Washoe e partiu para a região de Comstock Lode.
Ele tinha o sonho de construir o Túnel Sutro para ligar Sutro a Comstock Lode  que ficou completo em 1881.